# Ius civile vetus
Lo Ius civile vetus fu il nucleo dell'ordinamento giuridico romano durante l'epoca preclassica. Fonti dello Ius civile vetus erano i Mores maiorum, le leges dello ius legitimus vetus e la Interpretatio Prudentium, non più esercitata dai Pontifices bensì dai prudentes (giuristi laici).
Verso la fine del periodo preclassico anche il diritto sorto da una lex o da un plebiscito aveva finito con l'essere incluso nello ius civile, mentre nel corso del I secolo d.C. questo venne a comprendere anche il diritto derivante da un senatoconsulto o da una costituzione imperiale, ritenuti atti con forza di legge.
Si ha una quadripartizione del diritto ius cuvile vetus, ius civile noum ius publicum, ius honorarium.
L'espressione ius civile vetus è  stata diffusa soprattutto dal Guarino come espressione usata soprattutto per indicare quella parte dello ius civile che si distingueva dall'ius civile novus, quello cioè introdotto dal pretore urbanus che estese anche ai cittadini i rapporti tutelati dal prætor peregrinus che aveva giurisdizione nei rapporti fra Romani e stranieri, con una progressiva inclusione nello ius civile di quello che prima era considerato ius gentium.